# Saint-Sulpice, Puy-de-Dôme
Saint-Sulpice är en kommun i departementet Puy-de-Dôme i regionen Auvergne-Rhône-Alpes i centrala Frankrike. Kommunen ligger i kantonen Bourg-Lastic som tillhör arrondissementet Clermont-Ferrand. År 2022 hade Saint-Sulpice 85 invånare.

## Befolkningsutveckling
Antalet invånare i kommunen Saint-Sulpice
| Referens: INSEE |